# Памятник Сталину, Рузвельту и Черчиллю (Сочи)
Па́мятник Иосифу Ста́лину, Франклину Ру́звельту и Уинстону Че́рчиллю — памятник лидерам «большой тройки» — И. В. Сталину, Ф. Рузвельту и У. Черчиллю — в сквере на территории санатория «Красмашевский» в Центральном районе города Сочи.
Памятник изготовлен в 2008 году в Израиле по проекту скульптора Франка Майслера. За основу была принята известная фотография с Тегеранской конференции 1943 года.
Открыт 11 мая 2008 года писателем и учредителем фонда «Долги наши» Эдвардом Радзинским, который заявил, что копии этого памятника будут преподнесены руководителям США и Великобритании как память о событиях Второй мировой войны.
В историческом музее, который открылся здесь же, представлены предметы амуниции, коллекция орденов и медалей стран антигитлеровской коалиции, картины из коллекции предпринимателя Виктора Батурина.